# Campeonato Sudamericano de Voleibol Femenino Sub-18 de 2018
El Campeonato Sudamericano de Voleibol Femenino Sub-18 de 2018 fue la XXI edición de este torneo de selecciones femeninas de voleibol categoría sub-18 pertenecientes a la Confederación Sudamericana de Voleibol (CSV), se llevó a cabo del 8 al 12 de julio de 2018 en la ciudad de Valledupar, Colombia.
El torneo otorgó tres cupos al Campeonato Mundial de Voleibol Femenino Sub-18 de 2019.
Esta fue la primera ocasión que Colombia acogió el Campeonato Sudamericano de Voleibol Femenino Sub-18.

## Organización

### País anfitrión y ciudad sede
| ValleduparValledupar, sede del Campeonato Sudamericano de Voleibol Femenino Sub-18 de 2018. | Valledupar                      |
| ------------------------------------------------------------------------------------------- | ------------------------------- |
| ValleduparValledupar, sede del Campeonato Sudamericano de Voleibol Femenino Sub-18 de 2018. | Coliseo Cubierto Julio Monsalvo |
| ValleduparValledupar, sede del Campeonato Sudamericano de Voleibol Femenino Sub-18 de 2018. | Capacidad: 20 000 espectadores  |
| ValleduparValledupar, sede del Campeonato Sudamericano de Voleibol Femenino Sub-18 de 2018. |                                 |

En diciembre de 2017 Colombia fue anunciado como el país anfitrión del torneo en el calendario de competencias para el año 2018 de la Confederación Sudamericana de Voleibol. La ciudad de Valledupar fue confirmada como ciudad sede a inicios del año 2018.
Esta fue la primera ocasión que Colombia acogió el Campeonato Sudamericano de Voleibol Femenino Sub-18 convirtiéndose en el décimo país de la CSV en hacerlo. Valledupar no tiene antecedentes en cuanto a la organización de campeonatos sudamericanos de voleibol tanto en la rama masculina como femenina y en sus diferentes categorías.

#### Recinto
Todos los partidos se desarrollaron en el Coliseo Cubierto Julio Monsalvo.

### Formato de competición
El torneo se desarrolla dividido en dos fases: fase preliminar y fase final.
En la fase preliminar las 8 selecciones participantes fueron repartidas en dos grupos de 4 equipos, en cada grupo se jugó con un sistema de todos contra todos y los equipos fueron clasificados de acuerdo a los siguientes criterios:
1. Mayor número de partidos ganados.
2. Mayor número de puntos obtenidos, los cuales son otorgados de la siguiente manera:
  - Partido con resultado final 3-0 o 3-1: 3 puntos al ganador y 0 puntos al perdedor.
  - Partido con resultado final 3-2: 2 puntos al ganador y 1 punto al perdedor.
3. Proporción entre los sets ganados y los sets perdidos (Sets ratio).
4. Proporción entre los puntos ganados y los puntos perdidos (Puntos ratio).
5. Si el empate persiste entre dos equipos se le da prioridad al equipo que haya ganado el último partido entre los equipos implicados.
6. Si el empate persiste entre tres equipos o más se realiza una nueva clasificación solo tomando en cuenta los partidos entre los equipos involucrados.

## Equipos participantes
Ocho selecciones confirmaron su participación en la competencia. De manera referencial se indica entre paréntesis el puesto de cada selección en el ranking FIVB de la categoría vigente al momento del inicio del campeonato.
- Brasil (9)
- Argentina (10)
- Perú (14)
- Colombia (22) (local)
- Chile (24)
- Bolivia (26)
- Uruguay (29)
- Ecuador (66)

## Resultados
- Las horas indicadas corresponden al huso horario local de Colombia: UTC-5.

### Fase de grupos
– Clasificados a las Semifinales.      – Pasan a disputar las semifinales de la clasificación del 5.º al 8.º puesto.

#### Grupo A
| Pos. | Equipo   | Partidos | Partidos | Partidos | Pts. | Sets | Sets | Sets  | Puntos | Puntos | Puntos |
| Pos. | Equipo   | PJ       | PG       | PP       | Pts. | SG   | SP   | Ratio | PG     | PP     | Ratio  |
| ---- | -------- | -------- | -------- | -------- | ---- | ---- | ---- | ----- | ------ | ------ | ------ |
| 1    | Brasil   | 3        | 3        | 0        | 8    | 9    | 2    | 4.500 | 260    | 176    | 1.477  |
| 2    | Colombia | 3        | 2        | 1        | 7    | 8    | 3    | 2.666 | 233    | 201    | 1.159  |
| 3    | Chile    | 3        | 1        | 2        | 3    | 3    | 6    | 0.500 | 174    | 201    | 0.865  |
| 4    | Ecuador  | 3        | 0        | 3        | 0    | 0    | 9    | 0.000 | 136    | 225    | 0.804  |

| Fecha       | Hora  | Equipo 1 | Res.  | Equipo 2 | Set 1 | Set 2 | Set 3 | Set 4 | Set 5 | Total    | Reporte |
| ----------- | ----- | -------- | ----- | -------- | ----- | ----- | ----- | ----- | ----- | -------- | ------- |
| 8 de julio  | 18:00 | Brasil   | 3 – 0 | Ecuador  | 25-17 | 25-13 | 25-11 |       |       | 75 – 41  | Reporte |
| 8 de julio  | 20:00 | Colombia | 3 – 0 | Chile    | 25-10 | 25-21 | 25-16 |       |       | 75 – 47  | Reporte |
| 9 de julio  | 18:00 | Brasil   | 3 – 0 | Chile    | 25-11 | 25-20 | 25-21 |       |       | 75 – 52  | Reporte |
| 9 de julio  | 20:00 | Colombia | 3 – 0 | Ecuador  | 25-20 | 25-12 | 25-12 |       |       | 75 – 44  | Reporte |
| 10 de julio | 18:00 | Chile    | 3 – 0 | Ecuador  | 25-18 | 25-16 | 25-17 |       |       | 75 – 51  | Reporte |
| 10 de julio | 20:00 | Brasil   | 3 – 2 | Colombia | 23-25 | 22-25 | 25-10 | 25-16 | 15-7  | 110 – 83 | Reporte |

#### Grupo B
| Pos. | Equipo    | Partidos | Partidos | Partidos | Pts. | Sets | Sets | Sets  | Puntos | Puntos | Puntos |
| Pos. | Equipo    | PJ       | PG       | PP       | Pts. | SG   | SP   | Ratio | PG     | PP     | Ratio  |
| ---- | --------- | -------- | -------- | -------- | ---- | ---- | ---- | ----- | ------ | ------ | ------ |
| 1    | Argentina | 3        | 3        | 0        | 8    | 9    | 2    | 4.500 | 253    | 195    | 1.297  |
| 2    | Perú      | 3        | 2        | 1        | 7    | 8    | 3    | 2.666 | 258    | 192    | 1.343  |
| 3    | Uruguay   | 3        | 1        | 2        | 3    | 3    | 6    | 0.500 | 173    | 208    | 0.831  |
| 4    | Bolivia   | 3        | 0        | 3        | 0    | 0    | 9    | 0.000 | 139    | 228    | 0.609  |

| Fecha       | Hora  | Equipo 1  | Res.  | Equipo 2  | Set 1 | Set 2 | Set 3 | Set 4 | Set 5 | Total     | Reporte |
| ----------- | ----- | --------- | ----- | --------- | ----- | ----- | ----- | ----- | ----- | --------- | ------- |
| 8 de julio  | 14:00 | Argentina | 3 – 0 | Bolivia   | 25-12 | 25-11 | 25-13 |       |       | 75 – 36   | Reporte |
| 8 de julio  | 16:00 | Perú      | 3 – 0 | Uruguay   | 25-15 | 25-13 | 25-16 |       |       | 75 – 44   | Reporte |
| 9 de julio  | 14:00 | Perú      | 3 – 0 | Bolivia   | 25-15 | 25-17 | 25-13 |       |       | 75 – 45   | Reporte |
| 9 de julio  | 16:00 | Argentina | 3 – 0 | Uruguay   | 25-15 | 25-18 | 25-18 |       |       | 75 – 51   | Reporte |
| 10 de julio | 14:00 | Bolivia   | 0 – 3 | Uruguay   | 26-28 | 13-25 | 19-25 |       |       | 58 – 78   | Reporte |
| 10 de julio | 16:00 | Perú      | 2 – 3 | Argentina | 25-22 | 23-25 | 21-25 | 25-15 | 14-16 | 108 – 103 | Reporte |

### Fase final

#### Clasificación 5.º al 8.º puesto
|  | Semifinales 5.º al 8.º puesto | Semifinales 5.º al 8.º puesto |   |         | Partido 5.º y 6.º puesto | Partido 5.º y 6.º puesto |  |
|  |                               |                               |   |         |                          |                          |  |
|  |                               |                               |   |         |                          |                          |  |
|  | Chile                         | 3                             |   |         |                          |                          |  |
|  | Bolivia                       | 0                             |   |         |                          |                          |  |
|  |                               |                               |   |         |                          |                          |  |
|  |                               |                               |   |         |                          |                          |  |
|  |                               |                               |   |         | Chile                    | 3                        |  |
|  |                               | Uruguay                       | 1 |         |                          |                          |  |
|  |                               |                               |   |         |                          |                          |  |
|  |                               |                               |   |         |                          |                          |  |
|  |                               |                               |   |         | Partido 7.º y 8.º puesto |                          |  |
|  |                               |                               |   |         |                          |                          |  |
|  | Uruguay                       | 3                             |   | Bolivia | 0                        |                          |  |
|  | Ecuador                       | 1                             |   |         | Ecuador                  | 3                        |  |

##### Semifinales 5.º al 8.º puesto
| Fecha       | Hora  | Equipo 1 | Res.  | Equipo 2 | Set 1 | Set 2 | Set 3 | Set 4 | Set 5 | Total   | Reporte |
| ----------- | ----- | -------- | ----- | -------- | ----- | ----- | ----- | ----- | ----- | ------- | ------- |
| 11 de julio | 14:00 | Chile    | 3 – 0 | Bolivia  | 25-18 | 25-23 | 25-18 |       |       | 75 – 59 | Reporte |
| 11 de julio | 16:00 | Uruguay  | 3 – 1 | Ecuador  | 13-25 | 25-23 | 25-22 | 25-14 |       | 88 – 84 | Reporte |

##### Partido por el 7.º y 8.º puesto
| Fecha       | Hora  | Equipo 1 | Res.  | Equipo 2 | Set 1 | Set 2 | Set 3 | Set 4 | Set 5 | Total   | Reporte |
| ----------- | ----- | -------- | ----- | -------- | ----- | ----- | ----- | ----- | ----- | ------- | ------- |
| 12 de julio | 14:00 | Bolivia  | 0 – 3 | Ecuador  | 21-25 | 22-25 | 21-25 |       |       | 64 – 75 | Reporte |

##### Partido por el 5.º y 6.º puesto
| Fecha       | Hora  | Equipo 1 | Res.  | Equipo 2 | Set 1 | Set 2 | Set 3 | Set 4 | Set 5 | Total   | Reporte |
| ----------- | ----- | -------- | ----- | -------- | ----- | ----- | ----- | ----- | ----- | ------- | ------- |
| 12 de julio | 16:00 | Chile    | 3 – 1 | Uruguay  | 25-18 | 25-7  | 21-25 | 25-9  |       | 96 – 59 | Reporte |

#### Clasificación 1.º al 4.º puesto
|  | Semifinales | Semifinales |   |        | Final                     | Final |  |
|  |             |             |   |        |                           |       |  |
|  |             |             |   |        |                           |       |  |
|  | Brasil      | 0           |   |        |                           |       |  |
|  | Perú        | 3           |   |        |                           |       |  |
|  |             |             |   |        |                           |       |  |
|  |             |             |   |        |                           |       |  |
|  |             |             |   |        | Perú                      | 1     |  |
|  |             | Argentina   | 3 |        |                           |       |  |
|  |             |             |   |        |                           |       |  |
|  |             |             |   |        |                           |       |  |
|  |             |             |   |        | Partido 3.er y 4.º puesto |       |  |
|  |             |             |   |        |                           |       |  |
|  | Argentina   | 3           |   | Brasil | 3                         |       |  |
|  | Colombia    | 0           |   |        | Colombia                  | 0     |  |

##### Semifinales
| Fecha       | Hora  | Equipo 1  | Res.  | Equipo 2 | Set 1 | Set 2 | Set 3 | Set 4 | Set 5 | Total   | Reporte |
| ----------- | ----- | --------- | ----- | -------- | ----- | ----- | ----- | ----- | ----- | ------- | ------- |
| 11 de julio | 18:00 | Brasil    | 0 – 3 | Perú     | 9-25  | 15-25 | 11-25 |       |       | 35 – 75 | Reporte |
| 11 de julio | 20:00 | Argentina | 3 – 0 | Colombia | 25-12 | 25-23 | 25-20 |       |       | 75 – 55 | Reporte |

##### Partido por el3.ery 4.º puesto
| Fecha       | Hora  | Equipo 1 | Res.  | Equipo 2 | Set 1 | Set 2 | Set 3 | Set 4 | Set 5 | Total   | Reporte |
| ----------- | ----- | -------- | ----- | -------- | ----- | ----- | ----- | ----- | ----- | ------- | ------- |
| 12 de julio | 18:00 | Brasil   | 3 – 0 | Colombia | 25-20 | 25-12 | 25-21 |       |       | 75 – 53 | Reporte |

##### Final
| Fecha       | Hora  | Equipo 1 | Res.  | Equipo 2  | Set 1 | Set 2 | Set 3 | Set 4 | Set 5 | Total   | Reporte |
| ----------- | ----- | -------- | ----- | --------- | ----- | ----- | ----- | ----- | ----- | ------- | ------- |
| 12 de julio | 20:00 | Perú     | 1 – 3 | Argentina | 19-25 | 25-23 | 19-25 | 22-25 |       | 85 – 98 | Reporte |

## Clasificación general
| Pos.              | Selección |
| ----------------- | --------- |
| Medalla de oro    | Argentina |
| Medalla de plata  | Perú      |
| Medalla de bronce | Brasil    |
| 4                 | Colombia  |
| 5                 | Chile     |
| 6                 | Uruguay   |
| 7                 | Ecuador   |
| 8                 | Bolivia   |

## Distinciones individuales
Al culminar la competición la organización del torneo entregó los siguientes premios individuales:
- Jugadora más valiosa (MVP) y segunda mejor punta

 Bianca Cugno
- Mejores centrales

 Tiziana Puljiz (primera)
 María Fernanda López-Torres (segunda)
- Mejor punta

 Ana Karina Olaya
- Mejor armadora

 Yadira Anchante
- Mejor opuesta

 Ana Cristina de Souza
- Mejor líbero

 Letícia Moura

## Clasificados al Mundial Sub-18 de 2019
| Bandera de Argentina | Bandera de Perú | Bandera de Brasil |
| Argentina            | Perú            | Brasil            |
| -------------------- | --------------- | ----------------- |